# Parlamentní volby v Kazachstánu 2012
Parlamentní volby v Kazachstánu se konaly 15. ledna 2012.
Podle organizace OBSE hlasování nerespektovalo základní principy svobodných voleb.

## Změny
Při těchto volbách bylo poprvé uplatněno pravidlo, podle kterého druhá nejúspěšnější strana získá křesla v parlamentu bez ohledu na to, zda se jí podařilo překročit uzavírací klauzuli 7%.

## Strany
Voleb se zúčastnilo celkem sedm politických stran:
- Národní demokratická strana "Nur Otan" ("Světlo vlasti", Халықтық Демократиялық Партиясы «Нұр Отан»)
- Demokratická strana Kazachstánu "Ak Žol" ("Světlá cesta", Қазақстанның «Ақ жол» Демократиялық Партиясы)
- Komunistická lidová strana Kazachstánu (Қазақстан коммунистік халық партия)
- Celonárodní sociálnědemokratická strana (OSDP, Жалпыұлттық Социал-Демократиялық Партия)
- Kazašská sociálnědemokratická strana "Auyl" ("Venkov", Қазақстан социал-демократиялық «Ауыл» партиясы)
- Strana vlastenců Kazachstánu (Қазақстан патриоттары партиясы)
- Demokratická strana "Adilet" ("Spravedlnost", «Әділет» Демократиялық партиясы)

OSDP byla jedinou stranou, kterou lze považovat za skutečnou opozici vůči dlouholetému prezidentovi Nursultanu Nazarbajevovi. Kromě Komunistické lidové strany existuje v Kazachstánu ještě Komunistická strana Kazachstánu, která je vůči režimu též v opozici. Ta však byla před volbami kvůli údajnému porušení zákona na půl roku vyřazena z politického boje.

## Nepokoje
Vzhledem k nepokojům v provincii Mangystau se nepředpokládalo, že by se volby konaly ve městě Žanaözen. Toto rozhodnutí však bylo 10. ledna 2012 zrušeno.

## Výsledky
| Strana                                                        | Hlasy     | %      | Křesla |
| Národní demokratická strana "Nur Otan"                        | 5 621 436 | 80,99  | 83     |
| Demokratická strana Kazachstánu "Ak Žol"                      | 518 405   | 7,47   | 8      |
| Komunistická lidová strana Kazachstánu                        | 498 788   | 7,19   | 7      |
| Celonárodní sociálnědemokratická strana                       | 116 534   | 1,68   | 0      |
| Kazašská sociálnědemokratická strana "Auyl"                   | 82 623    | 1,19   | 0      |
| Strana vlastenců Kazachstánu                                  | 57 732    | 0,83   | 0      |
| Demokratická strana "Adilet"                                  | 45 702    | 0,66   | 0      |
| Celkem (účast 75,4%)                                          | 7 018 927 | 100,00 | 108    |
| Zdroj: Kazinform Archivováno 31. 12. 2015 na Wayback Machine. |           |        |        |

## Reakce
Opozice tvrdí, že volby provázely rozsáhlé nesrovnalosti a podvody. OBSE a Americké ministerstvo zahraničních věcí neuznaly volby jako demokratické.
Sociální demokraté (OSDP) vyzvali ke zrušení volebních výsledků a oznámili, že průběh voleb napadnou u soudu. Vedení strany též uvedlo, že požaduje nezávislou volební komisi a zajištění rovnoprávného přístupu všech stran do médií během předvolební kampaně.